# EML Sulev
Az EML Sulev (ex. Lindau) az Észt Haditengerészet Lindau osztályú aknavadász-hajója volt. 2000-ig a Német Haditengerészetnél állt szolgálatban Lindau néven. 2000-ben eladták Észtországnak, ahol 2009-ig állt szolgálatban. Az Észt Haditengerészetnél az M312 hadrendi jelzést viselte. A hajónak Kuressaare város címerét adományozták.

## Története
A hajót a németországi Brémában, a Burmeister-Werft hajógyárban építették a Lindau osztály első, névadó egységeként. A Lindauhoz hasonlóan az osztály később egységeit is német városokról nevezték el.  1957. február 16-án bocsátották vízre, majd 1958. április 24-én állították szolgálatba a Német Haditengerészetnél (Deutsche Marine) mint aknakereső hajó. Az 1970-es években modernizálták és átépítették aknavadász hajóvá. A Lindaut több mint negyven év szolgálat után, 2000. október 19-én vonták ki a Német Haditengerészet állományából, és egyúttal szolgálatba állították az Észt Haditengerészetnél.

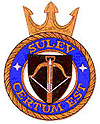
A Sulev címere

A hajó az Észt Haditengerészetnél az észt mitológi alak, Sulev nevét és az M312 hadrendi jelzést kapta. (A Sulev testvérhajója, az EML Wambola szintén 2000-ben került az Észt Haditengerészethez.)
2001-ben a hajónak Kuressaare város címerét adományozták. A várossal között megállapodás alapján a hajó a külföldi kikötőkben Kuressaarét is képviseli.
A hajót Észtország aknamentesítő feladatokra használták. A Sulev az Aknakereső Hadosztály állományban üzemelt és részt vett a balti államok közös aknakereső egységének, a BALTRON-nak a munkájában. 2009. március 26-án testvérhajójával, a Wambolával együtt kivonták a szolgálatból.